# Deimos (księżyc)
Deimos (lub Dejmos, gr. Δείμος Deímos ‘trwoga’) – mniejszy i dalszy z dwóch księżyców Marsa. Wraz z drugim księżycem Marsa, Fobosem, został odkryty przez amerykańskiego astronoma Asapha Halla. W mitologii greckiej Dejmos (jak i Fobos) był synem Aresa i Afrodyty.

## Odkrycie
Deimos został odkryty przez amerykańskiego astronoma Asapha Halla 12 sierpnia 1877 w obserwatorium marynarki wojennej USA około godziny 7:48 UTC. Kilka dni później (18 sierpnia) Asaph Hall odkrył również drugi księżyc Marsa, Fobos.

## Charakterystyka fizyczna

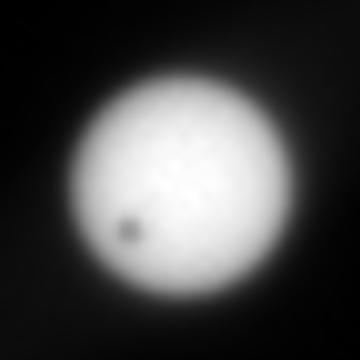
Deimos na tle tarczy słonecznej widziany kamerami sondy Opportunity

Deimos jest prawdopodobnie dawną planetoidą, która w stronę Marsa została skierowana przez pole grawitacyjne Jowisza. Według jednej z hipotez jego początkowo silnie wydłużona orbita wokółmarsjańska została stopniowo obniżona i zmieniona w niemal kołową w wyniku hamowania aerodynamicznego w atmosferze podczas zbliżeń do planety. Podobnie jak większość ciał o małych rozmiarach, Deimos jest silnie niesferyczny i ma wymiary 15 × 12 × 10 km.
Deimos składa się ze skał bogatych w węgiel (podobnie jak planetoidy typu C i chondryty węgliste) i lodu. Jego powierzchnia jest pokryta kraterami, ale jednocześnie jest gładsza niż u Fobosa z powodu wypełnienia kraterów grubą warstwą regolitu.
Dwa największe kratery na Deimosie mają średnicę około 3 kilometrów. Upamiętniają one pisarzy, którzy wspominali o „dwóch księżycach Marsa” przed ich odkryciem. Są to kratery Swift (od nazwiska Jonathana Swifta) i Voltaire (od przydomka Woltera).

## Orbita

Orbity Fobosa i Deimosa

Mars widziany z Deimosa, ze średnicą kątową 16,7°, jest 1000 razy większy (powierzchnia; średnica – 31 razy) i 400 razy jaśniejszy niż Księżyc w pełni. Deimos widziany z Marsa ma średnicę kątową nie większą niż 3' i gołym okiem jest trudno odróżnialny od gwiazdy. Jego maksymalna jasność widziana z Marsa jest mniej więcej taka, jak Wenus widzianej z Ziemi.
Ponieważ okres obiegu Deimosa wynoszący 30 godzin 17 minut i 55 sekund prawie pokrywa się z długością marsjańskiej doby (24,5 godziny), dla obserwatora znajdującego się na równiku między wschodem i zachodem tego księżyca mija aż 2,7 dnia. Z powodu niewielkiej odległości Deimosa od Marsa i niewielkiego nachylenia jego orbity nie można go obserwować z okolic okołobiegunowych planety (z szerokości większej niż 82,7°).

## Zaćmienie Deimosa
Bardzo częstym zjawiskiem na marsjańskim niebie jest zaćmienie Deimosa przez cień Marsa, ponieważ obiega go w niewielkiej odległości. W ciągu tamtejszego roku, który trwa prawie 687 ziemskich dni, zdarza się około 110 zaćmień Deimosa. Zaćmienie to może trwać do czterech godzin. Ze względu na niewielki rozmiar księżyca są to przeważnie zaćmienia całkowite.